# Taurean Blacque
Taurean Blacque, właśc. Herbert Middleton Jr. (ur. 10 maja 1940 w Newark, zm. 21 lipca 2022 w Atlancie) – amerykański aktor. Odtwórca roli detektywa Neala Washingtona w serialu NBC Posterunek przy Hill Street (1981–1987), za którą był nominowany do nagrody Emmy.

## Życiorys

### Wczesne lata
Urodził się w Newark w New Jersey jako syn pielęgniarki i właściciela pralni chemicznej. Ukończył liceum artystyczne w Newark, ale nie zdecydował się na karierę aktorską, dopóki nie skończył 30 lat i pracował jako listonosz. W 1969 podjął studia w American Musical and Dramatic Academy w Nowym Jorku. Uczył się aktorstwa i występował w New Federal Theatre w Nowym Jorku, teatrze założonym w celu zapewnienia możliwości mniejszościom i kobietom. 

### Kariera
W 1973 zadebiutował na Broadwayu w przedstawieniu Rzeka Niger. W 1975 związał się z nowojorską teatralną grupą Negro Ensemble Company, z którą grał w spektaklach w St. Mark’s Playhouse na off-Broadwayu – Witamy w Czarnej Rzece jako D. J. i Orrin w roli tytułowej, a także powrócił na Broadway w roli Luke’a w sztuce Normana Krasny We Interrupt This Program.... W 1988 wystąpił jako Blue Haven w sztuce Jamesa Baldwina Amen Corner.
Po raz pierwszy wystąpił na małym ekranie w jednym z odcinków sitcomu ABC Co się dzieje!! (What’s Happening!!, 1976) z Ernestem Thomasem. Zagrał też w komediodramacie Howarda Zieffa Wizyty domowe (House Calls, 1978) u boku Waltera Matthau i telewizyjnym filmie muzycznym Dinozaury soulu (Soul Survivors, 1995) z udziałem Iana McShane’a. W serialu NBC Posterunek przy Hill Street (1981–1987) stworzył postać  szanowanego, ale surowego detektywa Neala Washingtona, znanego z charakterystycznej wykałaczki i czapki. Od 27 marca 1989 do 27 sierpnia 1990 występował jako Henry Marshall w operze mydlanej  Pokolenia.

### Życie prywatne
W 1966 rozwiódł się z modelką Shelby, z którą miał dwóch synów, jeden z nich zmarł. Był chrześcijaninem i wiara wpłynęła na jego pragnienie zaangażowania się w adopcję. W 1989 prezydent George H.W. Bush zaproponował mu, by został rzecznikiem prasowym Ośrodka Adopcyjno–Opiekuńczego w hrabstwie Los Angeles. Chciał podjąć się adopcji, lecz, jak twierdził, powiedziano mu, że nie jest uprawniony, ponieważ był wówczas singlem. Naciskał jednak, aby to doszło do skutku i ostatecznie adoptował jedenaście dzieci.

### Śmierć
Zmarł 21 lipca 2022 w Atlacie w stanie Georgia w wieku 82 lat.

## Filmografia

### Filmy
- 1979: Rocky II jako prawnik
- 1996: Ścigani jako Les

### Seriale TV
- 1978: Aniołki Charliego jako dr Stevens
- 1978: Kaz jako Willie White
- 1978: Taxi jako policjant
- 1980: Statek miłości jako Mike
- 1981–1987: Posterunek przy Hill Street jako detektyw Neal Washington
- 1988: Oliver i spółka jako Roscoe (głos)
- 1988: Dzieciaki, kłopoty i my jako spiker (głos)
- 1989–1990: Pokolenia jako Henry Marshall
- 1994: Życie jak sen jako policjant
- 1995: Klient jako szef Ray Trimble
- 1996–1997: Savannah jako detektyw Michael Wheeler
- 2018: Kevin (Probably) Saves the World jako starszy mężczyzna